# Pseudochazara coutsisi
Pseudochazara coutsisi är en fjärilsart som beskrevs av Brown 1977. Pseudochazara coutsisi ingår i släktet Pseudochazara och familjen praktfjärilar. Inga underarter finns listade i Catalogue of Life.